# Momentka

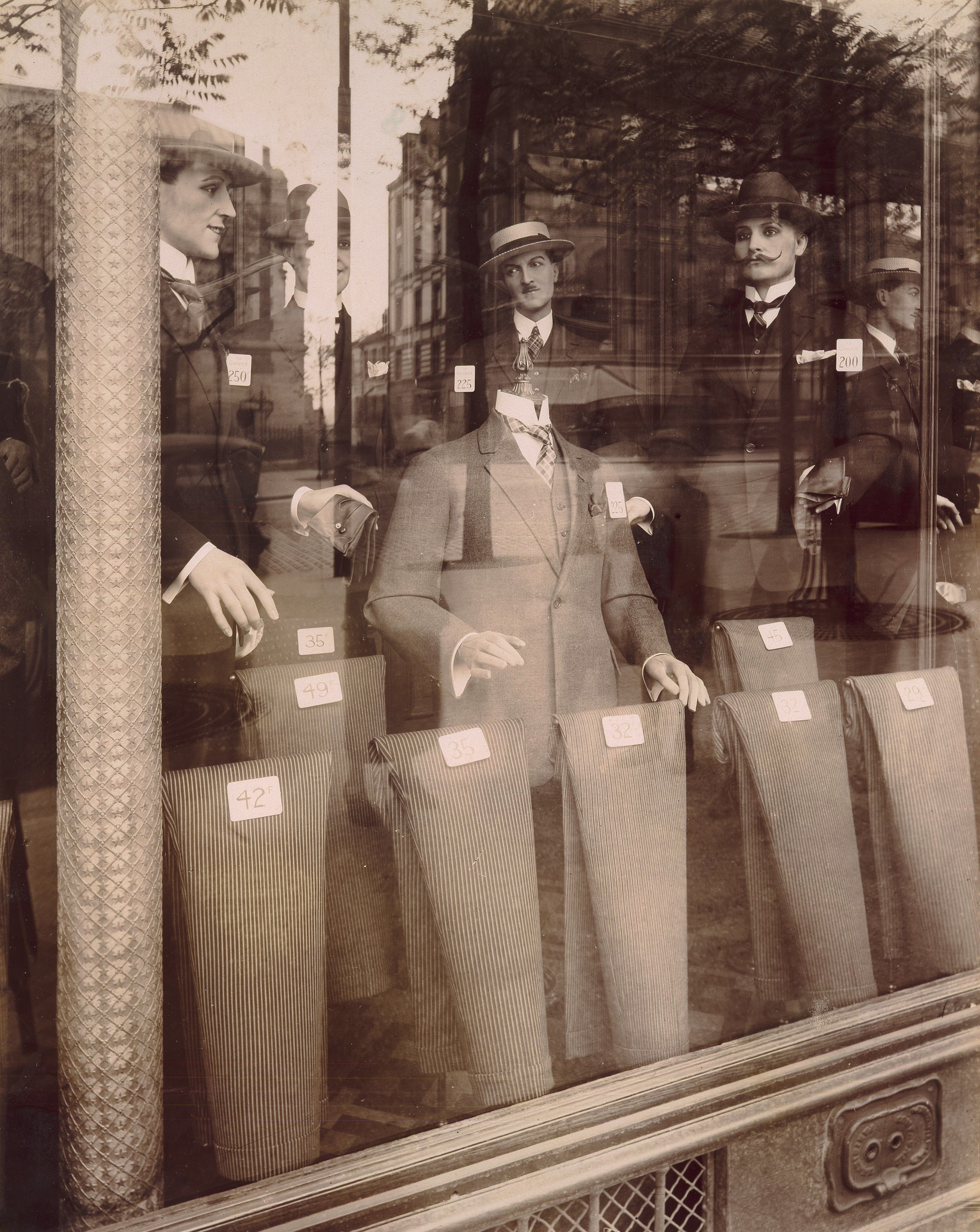
Eugène Atget: Avenue gobelínů, 1927

Momentka nebo momentní fotografie je fotografie, která zachytila spontánní okamžik. Zpravidla se jedná o amatérský záběr pořízený bez ohledu na kompozici nebo technickou úroveň snímku. Momentky zobrazují běžné každodenní události, rodinné nebo jiné oslavy, záběry z dovolené, hrající si děti, domácí zvířata apod.
Momentky se rozšířily díky dostupným fotoaparátům Kodak Brownie uvedeným na trh v roce 1900. George Eastman zavedl reklamní slogan You press the button, we do the rest. – Vy stisknete tlačítko, my zařídíme zbytek. Tradice momentek pokračuje v současnosti používáním digitálních fotoaparátů a mobilních telefonů vybavených digitálním fotoaparátem.
Opakem momentky je inscenovaná fotografie, ve které je snímek pečlivě komponovaný a klade se v něm důraz na motiv a rozvržení prvků v obraze. Během inscenování prvků obrazu se mohou některé významy sdělovaného obsahu záměrně spojovat a vyvolat v divákovi určité emocionální reakce.

## Fotografové
- Eugène Atget
- Brassaï (Gyula Halász)
- Henri Cartier-Bresson
- Weegee
- Walker Evans
- Diane Arbusová (1923–1971)
- Robert Frank
- Garry Winogrand
- William Klein
- William Eggleston
- Lee Friedlander
- Martin Parr

### České země
- Vladimír Birgus (* 1954) se nekonvenčně komponovanou nearanžovanou momentní fotografií snaží o mnohovýznamovou výpověď s řadou vizuálních symbolů a metafor, ve které tematizuje lidský smutek, pocity vykořeněnosti, osamělost člověka uprostřed davu. Většinu fotografií tak můžeme vnímat jako pocity z velkých měst. Kontrast osoby a velkoměstské architektury. Pod zdánlivě jednoduchými a na první pohled snad i neatraktivními záběry se ukrývá mnoho vedlejších odkazů. Vše je možným nositelem sdělení. Fotografii neopatřuje obvyklým názvem, sloužícím jako nápověda pro diváka, ale jen datem a místem pořízení snímku.